# Macrochthonia fervens
Macrochthonia fervens är en fjärilsart som beskrevs av Butler 1881. Macrochthonia fervens ingår i släktet Macrochthonia och familjen trågspinnare. Inga underarter finns listade i Catalogue of Life.